# رالف توماس
رالف توماس (انگلیسی: Ralph Thomas؛ ۱۰ اوت ۱۹۱۵ – ۱۷ مارس ۲۰۰۱) کارگردان فیلم اهل بریتانیا بود. وی بین سال‌های ۱۹۵۶ تا ۱۹۹۳ میلادی فعالیت می‌کرد.

## فیلم‌شناسی
- ملاقات با ونوس (۱۹۵۱) – کارگردان
- دکتر در دریا (۱۹۵۵) – کارگردان
- داستان دو شهر (۱۹۵۸) – کارگردان
- ۳۹ پله (۱۹۵۹) – کارگردان
- توطئه قلب‌ها (۱۹۶۰) – کارگردان